# Ould Yengé
Ould Yengé (ou Ould Yanja, en arabe : ولد ينج) est une commune urbaine du sud de la Mauritanie, située dans la région du Guidimakha. C'est le chef-lieu de la moughataa du même nom, le département d'Ould Yengé.

## Géographie
La commune d'Ould Yengé est située dans la région de Guidimakha, au sud de la Mauritanie. Elle est positionnée à l'ouest dans le département d'Ould Yengé et elle s'étend sur 104 km2.
Elle est délimitée au nord par la commune de Leaweinat, à l’est par la commune de Hamed, au sud par la rivière Karakoro, qui fait la frontière avec le Mali, et par la commune de Boully, à l’ouest par la commune de Tektake.

## Histoire
Ould Yengé a été érigée en commune par l'ordonnance du 20 octobre 1987 instituant les communes de Mauritanie.

## Population
Lors du Recensement général de la population et de l'habitat (RGPH) de 2000, Ould Yengé comptait 4 935 habitants.
Lors du RGPH de 2013, la commune en comptait 6 688, soit une croissance annuelle de 2,5 % sur 13 ans.

## Économie
L'agriculture est au centre de l'économie d'Ould Yengé, comme quasiment toutes les communes de la région. Mais cette économie est fragile car elle rencontre des obstacles à son développement, notamment les conditions climatiques ou le manque de moyens des agriculteurs. Pour faire face à ces obstacles, l'état ou différentes ONG financent des projets qui améliorent les conditions de vie des habitants.
Ould Yengé développe également d'autres activités telles que le commerce ou l'élevage.